# پرس ایزواستاتیک گرم

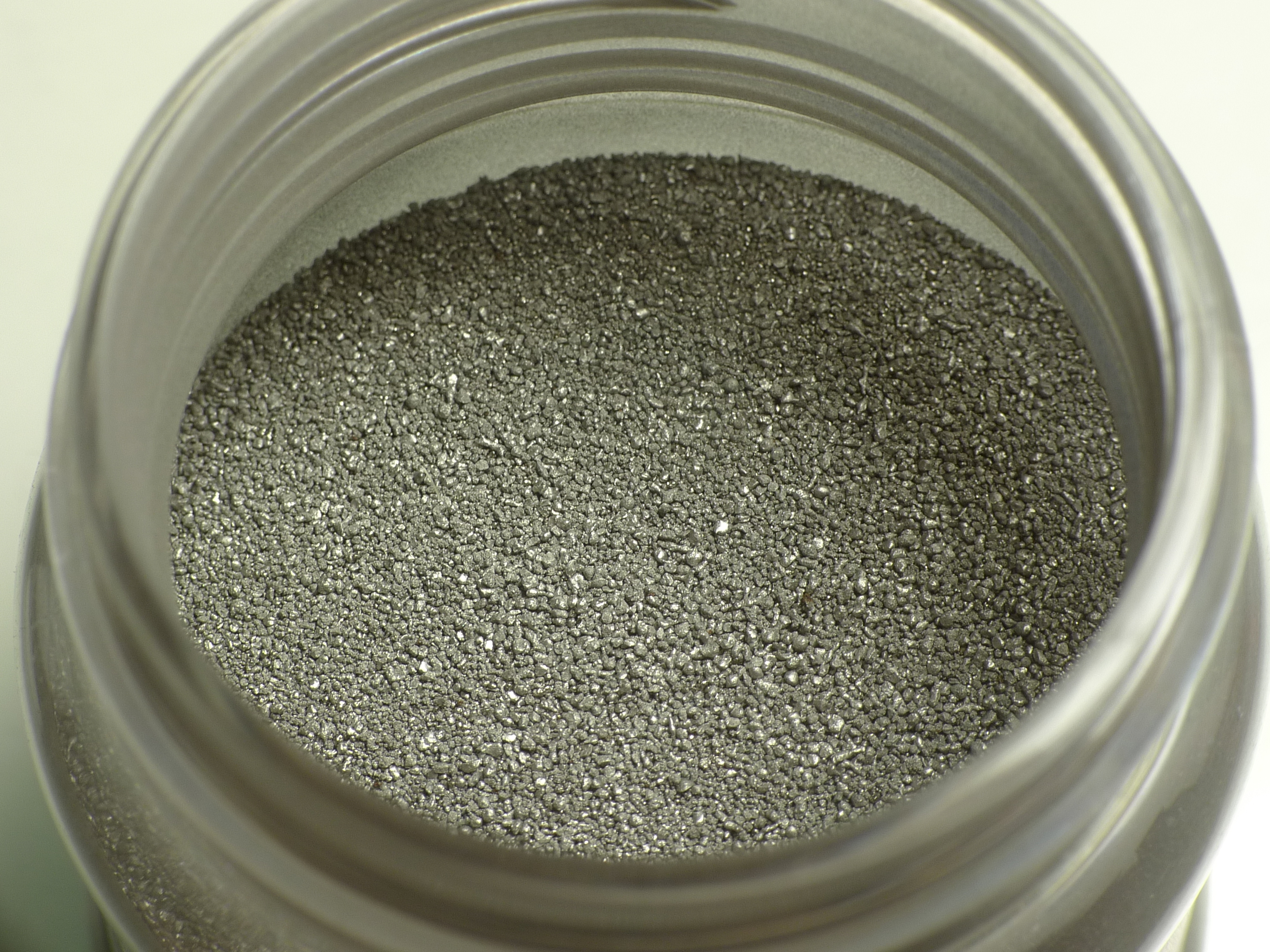
پودر آهن

پرس ایزواستاتیک گرم یا هیپ (به انگلیسی: Hot Isostatic Press) یک فرایند ساخت است، که در آن ذرات پودر شده فلزات، آلیاژها و سرامیک‌ها تحت فشار ایزواستاتیک و حرارت بالا به همدیگر می‌چسبند و یک جز واحد را تشکیل می‌دهند. این روش برای کاهش تخلخل فلزات و افزایش چگالی بسیاری از سرامیک‌ها به کار می‌رود. این فرایند خواص مکانیکی ماده اولیه و کارپذیری آن را افزایش می‌دهد. با استفاده از این فرایند آلیاژهایی که تولید می‌کنند که خواص مکانیک عناصر مختلف را در آن واحد باهم دارند، این فرایند یکی از فرایندهای به کار رفته در متالوژی پودر است.

## تاریخچه پرس ایزواستاتیک گرم
این روش بیش از ۸۰ سال پیش اختراع و به کار گرفته شد، در ابتدا برای تولید الماس مصنوعی به کار می‌رفت. سپس در اواسط دهه ۱۹۵۰، محققان آزمایشگاه Battelle Columbus پیوند با فشار گاز اختراع کردند. آن‌ها در حال حل مشکل پیوند زیرکونیم به آلیاژ اورانیوم و زیرکونیوم بودن، این پیوند یک تلاش برای رسیدن به یک روکش دهی مطلوب بود. این مشکل در برنامه هسته‌ای نیروی دریایی ایالات متحده آمریکا مطرح شده بود، در اینجا بود که اولین بار ایده ایجاد پیوند توسط فشار ایزواستاتیک و فشار مطرح شد. در این برنامه از فشار ۱۳۷٫۸ اتمسفری و دما ۹۰۰ درجه سانتی گرادی استفاده شد. این روش توسط ۴ دانشمند آزمایشگاه Battelle Columbus ثبت شد. در سال‌های بعد با پیشرفت ابزار و ماشین آلات و همچنین ساخت آلیاژهای گوناگون که در برابر فشار و دما مقاوم بودند قطعات بیشتر و پیشرفته تر با این روش تولید شدند تا جایی که امروز توانایی تولید قطعات گوناگون از اجزا کوچک ساعت‌های دستی تا پره‌های ۱ متری توربین‌ها و پمپ را دارد..

## فرایند پرس ایزواستاتیک گرم

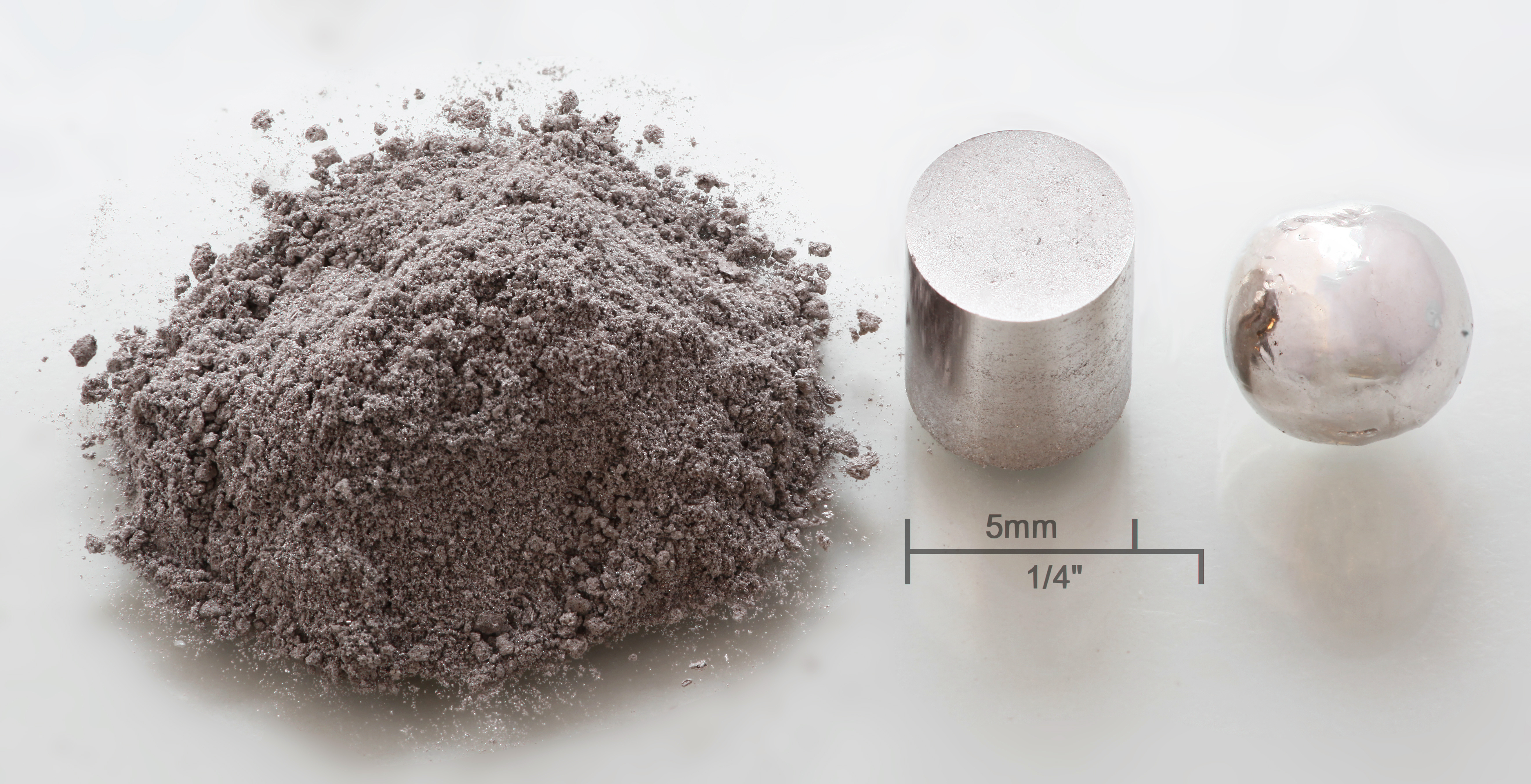
پودر رادیوم و قطعه تولید شده با پرس

در این فرایند ابتدا قالب قطعه‌ای مورد نیاز است طراحی می‌شود این قالب باید بتواند فشار و دما بالا را تحمل کند و این خود قیمت آن را افزایش می‌دهد سپس موادی که قرار است با هم ترکیب شده و آلیاژ نهایی را ایجاد کنند به صورت پودر در می‌آیند برای پودر کردن مواد روش‌ها گوناگی از جمله عبور مذاب از یک نازل و ذره ذره کردن آن با استفاده از فشار هوا وجود دارد برای مواد با استحکام بالاتر مانند تیتانیوم از یک دیسک دوار مسی که جریان از آن می‌گذرد استفاده می‌شود و میله تیتانیومی با با برخورد با آن دیسک هربار خورد شده و پودر ایجاد می‌شود. پس اینکه پودرها آماده شد به نسبت مورد نیاز با هم ترکیب شده و چند ساعت را در همزن‌ها سپری می‌کنند تا به خوبی مخلوط شوند. پس از این مرحله پودر داخل قالب ریخته شده و داخل محفظه قرار می‌گیرد سپس با افزایش دما و فشار اتفاقی که می‌افتد آن است که در دماهای بالاتر با افزایش دامنه نوسانی اتمها بیشتر شده و این باعث بیشتر شدن نفوذ اتمی می‌شوند و اینگونه مواد در یکدیگر نفوذ کرده و ذرات به هم می‌چسبند. در این فرایند فشار یکسان در همه جهات باعث می‌شود تا خواص نهایی ایزوتروپیک باشد (همسانگرد) و تخلخلی وجود نداشته باشد. در این روش فشارهای بالایی به کار می‌رود (۱۰۰ تا 200 Mpa) که نیازمند استفاده از آلیاژها مستحکم برای مخازن آن است همچنین دما بسته به نوع پودرها از ۹۰۰ تا ۱۲۵۰ درجه سانتیگراد متغیر است.

## تجهیزات فرایند پرس ایزواستاتیک گرم
تجهیزات به کار رفته در این فرایند باید بتوانند دمای بالا و فشار زیادی را برای مدت زمان معلومی تحمل کنند، امروزه بیشتر تجهیزات به کار رفته در این فرایند شامل دیوار سرد، کوره خلأ است. اختلاف فشار با محیط توسط دیواره سر تحمل می‌شود و به همین خاطر باید از آلیاژهای مستحکم ساخته شود، دمای موردنیاز توسط کوره الکتریکی ایجاد می‌شود. داخل کوره خلأ که فشار آن تا ۱۰ مرتبه کمتر از فشار هوا محیط است فقط تنها عامل انتقال حرارت تابش است، در محفظه فشار چگالی گازهایی که برای ایجاد فشار به کار می‌رود به قدری زیاد می‌شود که ممکن است چگالی آن از آب بیشتر شود، در این ناحیه تفاوت چگالی و ویسکوزیته پایین گاز باعث می‌شود تا احتمال به وجود آمدن مکانیزم جابجایی برای انتقال حرارت بسیار زیاد شود. کنترل این مکانیزم بسیار حیاتی است، برای این کار از یک دیواره عایق نازک استفاده می‌کنند، نازک بودن این عایق به این خاطر است که محفظه تحت فشار بیش از حد کوچک نشود. ضخامت این دیواره بر اساس انتقال حرارتی که مکانیزم جابجایی منجر می‌شود تعیین می‌شود. آلیاژهای به کار رفته در این دیواره عایق و کوره دارای مولیبدن هستند که آستانه گرمایی آن‌ها را افزایش می‌دهد، همچنین در آن‌ها ممکن است از گرافیت، صفحات گرافیتی استفاده شود. در محیط‌هایی که اندکی اکسیژن موجود است از پلاتین هم ممکن است استفاده شود. برای تنظیم دما در این کوره‌ها از ترموکوپل‌های پلاتین-رادیم استفاده می‌شود که می‌توانند تا دمای ۱۷۵۰ درجه سانتی گراد را تشخیص دهند. هرچه دمای کاری بالاتر باشد عمر ترموکوپل کمتر شده و دقت دمایی که گزارش می‌کند کاهش می‌یابد. سیستم کوره و کنترل دمای آن حساس‌ترین و مهم‌ترین بخش تجهیزات پرس ایزواستاتیک گرم است. معمولاً محفظه تحت فشار برای امنیت بیشتر ۴ لایه‌ای است تا بتواند فشار بالا را تحمل کند.

## قابلیت تولید قطعه با روش پرس ایزواستاتیک گرم
قطعات تولیدی در این روش طیف گسترده‌ای را شامل می‌شوند، با این روش می‌توان قطعات بزرگی را با دقت فوق‌العاده‌ای تولید کرد مانند قطعات صنایع نفت که گاهی وزنی در حدود ۳۰ تن دارند یا پره‌های توربین با قطرهای ۱ متری، در مقابل قطعات بزرگ این فرایند می‌توان قطعات کوچکی همچون تیغچه‌ها ابزارهای تراشکاری (HSS) یا مته‌های دریل را تولید کند. با این توانایی‌ها این روش در سال‌های اخیر به یکی از روش‌های پرکاربرد در تولید قطعات تبدیل شده‌است.

## کوره پرس ایزواستاتیک گرم
کوره هیپ شامل یک ماژول پایه ای است که خود متشکل از یک ساختار نگهدارنده مولیبدنی که شامل سه ناحیه است:
1. المنت‌های حرارتی
2. یک فن مولیبدنی برای ایجاد جریان حرارتی
3. اتصالات برق که در قسمت پایینی قرار گرفته‌اند

پارامترهای فشار، حرارت، زمان نگهداری در کوره و زمان خنک کاری، همگی در سیستم کامپیوتری وارد شده تا تمام فرایند به صورت دقیق کنترل شود.
لازم است ذکر شود که در صورت نیاز امکان تغییر پارامترها در حین فرایند وجود دارد. زمان عمومی فرایند هیپ بین ۱۲ الی ۱۴ ساعت بوده که با توجه به سرعت آماده‌سازی کوره، متغیر است.

## هیپ بریلیم
به منظور کاهش هزینه‌های قطعات بریلیم، به خصوص قطعات با هندسه‌های پیچیده، باید از روش‌هایی استفاده کرد که تا حد امکان به شکل نهایی قطعه نزدیک باشد. یکی از روش‌های رایج، فرایند پرس ایزواستاتیک گرم یا به عبارتی هیپ (HIP) می‌باشد؛ که از لغت لاتین Hot Isostatic Press گرفته شده‌است. مشابه این روش، فرایند CIP می‌باشد که از لغت لاتین Cold Isostatic Press به معنای فشار هیدرواستاتیک سرد گرفته شده‌است. به‌طور کلی این فرایندها برای کاهش تخلخل و افزایش تراکم انجام می‌گیرند. در این روش از فشار گاز (گازهای خنثی) نظیر آرگون، در دمای بالا استفاده می‌شود. تاریخچه این دو فرایند برای پودر بریلیم بسیار طولانی است. در اوایل دهه ۱۹۶۰ میلادی، متخصصین آزمایشگاه battelle در کلمبوس برای اولین بار موفق به تولید قطعات بریلیمی نزدیک به شکل نهایی آن از پودر بریلیم شدند. در همان زمان متخصصین این آزمایشگاه دریافتند که فرایند هیپ منجر به بافت کریستالوگرافی نزدیک تری نسبت به سایر روش‌های تولید قطعات از پودر می‌شود. از اینرو متخصصین سایر آزمایشگاه‌ها نیز همانند آزمایشگاه battelle بر این باورد شدند که فرایند هیپ برای دستیابی به کیفیت ساخت بالا، افزایش استحکام و تولید قطعات با هندسه نزدیک به هندسه نهایی بهترین انتخاب است. البته یکی دیگر از روش‌های تولید قطعات بریلیم از پودر آن، روش پرس وکیوم داغ با نام لاتین Vacuum Hot Press می‌باشد. اما مزایای روش هیپ نسبت به روش پرس وکیوم، ما را به استفاده از فرایند هیپ ترغیب می‌کند:
1. تولید هندسه‌های پیچیده نزدیک به هندسهٔ نهایی
2. تولید قطعات با چگالی ۱۰۰٪
3. تولید قطعات با خواص مکانیکی مشابه یا بهتر از روش پرس وکیوم[۱]

### مقایسهٔ اقتصادی فرایند هیپ با آهنگری و ماشینکاری
استفاده از روش پرس ایزواستاتیک گرم برای تولید قطعات بریلیمی نسبت به سایر روش‌ها، خصوصاً روش‌های ماشینکاری ارجحیت بالایی دارد. چرا که پروسهٔ تولید بریلیم هزینه بر بوده و تا حد امکان میزان ماشینکاری آن باید محدود شود. تلرانس‌های فرایند هیپ در حدود ۱/۳۲ اینچ می‌باشد که قابل مقایسه با دقت ابعادی آهنگری دقیق است. به دلیل هزینه‌های ابزار و تجهیزات، فرایند هیپ و آهنگری بریلیم در مقایسه با ماشینکاری بلوک بریلیم در مقیاس تولید یک الی دو قطعه قابل رقابت هستند. اما وقتی میزان تولید افزایش یابد، فرایند هیپ نسبت به ماشینکاری به میزان ۶۰–۴۰ درصد موجب صرفه جویی در مصرف بریلیم می‌شود.

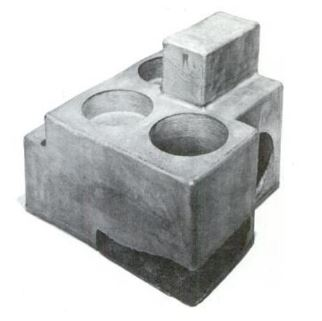
قطعه هیپ شده بریلیم

برای قطعات ساده ای چون بلوک‌های استوانه ای شکل با نسبت ارتفاع به قطرِ۱، فرایند آهنگری ارزان‌تر از هیپ خواهد بود. اما برای قطعات پیچیده با دیواره‌هایی با ضخامت‌های مختلف یا نسبت‌های بزرگ ارتفاع به قطر، هزینه فرایند هیپ احتمالاً کمتر خواهد شد. برای مثال قطعهٔ بریلیمی شکل روبرو توسط فرایند هیپ تولید شده و تولید آن به روش آهنگری ناشدنی بوده و همچنین تولید آن به روش ماشینکاری بسیار هزینه برخواهد بود.

### هیپ مستقیم بریلیم
هیپ مستقیم بریلیم با استفاده از پودر بریلیم در قوطی‌های فولادی، یکی از روش‌های تولید قطعات بریلیمی است. به‌طور کلی، این روش برای تولید قطعات بزرگ با هندسه نسبتاً ساده است. تولید آینه‌های بریلیمی به روش هیپ مستقیم که هندسه پیچیده‌ای دارند، به عنوان یک استثناء در این روش محسوب می‌شود.
نمونه‌های قطعات هیپ مستقیم:

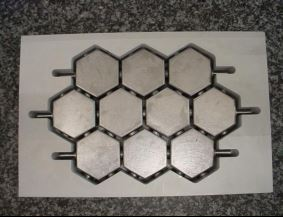

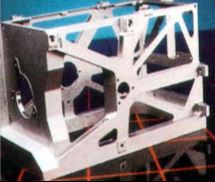
MMS نگهدارنده حسگر

در شکل زیر تولید آینه‌های یکپارچه لانه زنبوری که به روش هیپ تولید شده‌اند مشهود است. امروزه از آینه‌های بریلیمی در تلسکوپ فضایی جیمز وب استفاده می‌کنند. دلیل استفاده از بریلیم برای تولید این آینه‌ها؛ سبکی، استحکام بالا و مقاومت بریلیم در برابر تغییر شکل، نسبت به تغییرات دما است.
تولید بلوک‌های مستطیلی با حفره‌های راه به در نمونه دیگری از محصولات فرایند هیپ است. این بلوک‌های سبک به وزن ۳۸ کیلوگرم، به عنوان نگهدارنده حسگرهای MMS در هلیکوپترهای خاصی استفاده می‌شود. ساختار نهایی آن بعد از ماشینکاری نیز در شکل نشان داده شده‌است. نکته قابل توجه آن است که برای کاهش تلفات مواد در فرایندهای بعدی، امروزه بلوک‌های سبک تری هم تولید می‌شوند.
انقباض نسبتاً شدید پودر بریلیم در حین متراکم سازی آن در حدود %۵۵ چگالی تئوری به چگالی نهایی در حین فرایند هیپ، این روش تولید را نسبت به مشکلات مختلفی از جمله کمانش قوطی حاوی پودر، عیوب ناشی از جوش و همچنین کنترل ابعادی حساس می‌کند. با این وجود قطعات بزرگ با هندسه ساده که با این روش تولید می‌شوند؛ مزیت اقتصادی قابل توجّهی را نسبت به تولید آن‌ها به روش پرس وکیوم داغ به ارمغان می‌آورند. یکی از نکات بسیار مهم در فرایند هیپ، هدایت گازهای درون قوطی به بیرون از آن می‌باشد، چرا که اگر این کار به درستی انجام نگیرد؛ موجب به جود آمدن تنش پسماند، ایجاد تخلخل حرارتی و تغییر ابعادی قطعه به دلیل محبوس شدن حباب‌های میکرونی درون قوطی می‌شود؛ که این اتفاق به هیچ وجه برای قطعات بریلیمی مطلوب نیست.

### خواص بریلیم هیپ شده
خواص بریلیم هیپ شده نسبت به بریلیم حاصل از فرایند پرس وکیوم داغ از تمامی جنبه‌ها بهتر بوده یا لااقل با آن برابری می‌کند. میزان استحکام بریلیم تابع اندازه دانه است که با توجه به اثر هال پچ بیان می‌شود. اندازه دانه بریلیم در درجه اول توسط توزیع اندازه ذرات پودر اولیه برای قوام سازی به یک بدنه متراکم و پلی کریستال تعیین می‌شود. هر چند اندازه دانهٔ نهایی متأثّر از تبلور مجدد و رشد دانه در مرحله قوام سازی، با توجه به درجه حرارت است. فشار بسیار زیاد قوام سازی در فرایند هیپ، موجب استفاده از دماهای کمتر و زمان‌های کوتاه‌تر نسبت به پرس وکیوم داغ می‌شود؛ بنابراین با پودر اولیه یکسان، احتمال تولید اندازه دانه‌های بهتر و بالطبع بدنهٔ مستحکم تر نسبت به روش پرس وکیوم داغ بیشتر می‌شود. استحکام بالاتر، تغییر طول کمتری در برابر نیروی‌های خارجی را به همراه خواهد داشت. به صورت کلی میزان تغییر طول قطعات حاصل از پرس هیدرواستاتیک گرم و پرس وکیوم داغ تقریباً با هم برابر است؛ البته در مقایسه دقیق تر، میزان تغییر طول قطعات حاصل از پرس وکیوم داغ در برابر نیروی خارجی بیشتر است.